# Paola Barocchi
Paola Barocchi (Firenze, 2 aprile 1927 – Firenze, 25 maggio 2016) è stata una storica dell'arte italiana.

## Biografia
Figura centrale nello studio della storia dell'arte moderna e della critica d'arte, dopo gli studi nel Liceo classico statale Galileo si laureò all'Università di Firenze nel 1949 con Mario Salmi, discutendo una tesi su Rosso Fiorentino, pubblicata nel 1950 dall'editore Gismondi. Nominata assistente al Magistero di Firenze nel 1957, conseguì l'abilitazione alla libera docenza nel 1959, anno in cui fu incaricata dell'insegnamento di Storia dell'arte medievale e moderna all'Università di Lecce. Vinse la cattedra nel 1966 nella medesima Università e proseguì la carriera accademica alla Scuola Normale di Pisa, dove insegnò a partire dal 1968. Prima donna docente ordinario di quest'istituzione e a lungo sua vicedirettrice, si distinse per la pionieristica applicazione dell'informatica agli studi storico artistici. Nel 1980 fondò il Centro di elaborazione automatica di dati e documenti storico artistici, che dal 1991 prese il nome di Centro di Ricerche Informatiche per i Beni Culturali (CRiBeCu). Il suo lavoro di informatizzazione delle fonti proseguì dopo il pensionamento (2001) attraverso la Fondazione Memofonte, da lei istituita a Firenze e tuttora attiva. Nel medesimo palazzo fiorentino di Via de' Coverelli, dove abitava, aveva fondato nel 1974 la casa editrice S.P.E.S. (Studio per edizioni scelte), chiusa per sua volontà nel 2014.
I suoi studi si concentrarono sul Rinascimento e sul Manierismo. Esordì nel 1950 con una monografia su Rosso Fiorentino, recensita da Roberto Longhi, per poi dedicarsi allo studio di Michelangelo, di cui pubblicò il corpus dei disegni delle raccolte fiorentine, e al Vasari pittore. Numerosi i suoi testi considerati fondamentali per lo studio della storia e della critica d'arte: vanno ricordati i Trattati d'arte del Cinquecento in tre volumi. Fra Manierismo e Controriforma (1960-1962), l'edizione critica in cinque volumi della Vita di Michelangelo di Vasari (1962) e l'edizione critica in sei volumi delle Vite del Vasari, con Rosanna Bettarini (1966-1987). Curò anche la pubblicazione del Carteggio di Michelangelo e alcuni volumi sul collezionismo mediceo.
Accademico Onorario all'Accademia delle Arti del Disegno dal 1974, nel 1978 vi fu eletta «Vicepresidente della Classe di Storia dell’Arte».
Nel 1991 fu insignita insieme a Enrico Castelnuovo, suo collega alla Normale, del Premio Antonio Feltrinelli dell'Accademia dei Lincei. Dal 1993 fece parte dell'Accademia di San Luca.
Tra i suoi allievi, si possono ricordare Maria Mimita Lamberti, Fernando Mazzocca, Marco Collareta, Giacomo Agosti, Giovanni Agosti, Flavio Fergonzi, Francesco Caglioti, Sonia Maffei, Eliana Carrara, Tomaso Montanari, Lucia Simonato.

## Opere
- Studi vasariani, Collana Saggi, Torino, Einaudi, 1984.